# Unión de Pequeños Agricultores y Ganaderos
Unión de Pequeños Agricultores (UPA) és una organització agrària espanyola. Representa a més de 80.000 afiliats, un poc menys que COAG. La hi adscriu al centreesquerra o esquerra moderada.

## Història
Va néixer a principis dels vuitanta sobretot gràcies a l'impuls de Carlos Romero Herrera, ministre d'Agricultura socialista, a l'acollir militants de la Federació de Treballadors de la Terra d'UGT. Va ser dirigida fins a l'any 2005 per Fernando Moraleda Quílez, que posteriorment, després d'un breu període en el Ministeri d'Agricultura com a Secretari General d'Agricultura i Alimentació, va passar a ser secretari d'Estat de Comunicació en la VIII Legislatura d'Espanya, ja que va abandonar amb l'inici de la IX Legislatura d'Espanya i actualment és diputat del PSOE per la província de Ciudad Real.
En el VI Congrés Federal d'UPA, celebrat al novembre de 2005, va ser escollit Lorenzo Ramos Silva com a Secretari General de l'organització. Pertanyent al sindicat des de la seva creació, en 1987, Ramos va néixer a Badajoz en 1958, està casat i té dos fills i es dedica a l'explotació de fruites, flors i plantes d'hivernacle. En l'actualitat, UPA lidera un esdeveniment amb una important repercussió mediàtica, el "Primer Dia de l'Orgull Rural", que va ser presentat el 2 de desembre de 2006 a Madrid amb un gran acte festiu i reivindicatiu amb el qual arrencava la campanya informativa que sota el lema "Orgull Rural-Camp Viu" es desenvolupen actes en tota la geografia espanyola. L'objectiu de l'organització és reivindicar la professió dels petits i mitjans agricultors i ramaders i la manera de vida del món rural.